# Somatologija
Somatologija je veda, ki proučuje človekovo telo, njegovo zgradbo in delovanje in je veja antropologije. Prav tako vključuje tudi študije materialnih snovi, v fiziki, kemiji, biologiji in botaniki, kar je pod skupnim imenom filozofija.